# De Cock en de moord in de hondsdagen
De Cock en moord in de hondsdagen  is het negenenzestigste  deel van de detectivereeks De Cock van de Nederlandse auteur Appie Baantjer waarin rechercheurs Jurriaan 'Jurre' de Cock en Dick Vledder de moord oplossen op Petrus van Wijngaarden die actief is in een dierenbeschermingsorganisatie waar het er vreemd aan toe gaat. Uiteindelijk blijkt het om een moord in relationele sfeer te gaan. Het boek speelt zich af in Amsterdam en Het Gooi.

## Verhaal
Rechercheur De Cock van het aloude politiebureau Warmoesstraat mist airconditioning in de recherchekamer. Hij legt zijn collega Dick Vledder uit waarom deze tijd van het jaar de Hondsdagen wordt genoemd. Dat heeft niets te maken met honden, maar met Sirius, de Hondsster, de helderste ster die in deze tijd het hoogst boven de horizon komt. Het gesprek dwaalt verder af naar kollen met magische krachten in Urk. Hun discussie wordt onderbroken door Alexander van Waalwijk. Een oude vriendin, Elisabeth van Wijngaarden, heeft zijn hulp ingeroepen. Haar man Petrus wordt evenals zijn rode Peugeot 407 al enige dagen vermist. Hij overhandigt de rechercheurs een foto. Als Alexander vertrokken is, komt vanuit de wachtcommandant de melding van een dode man aan de Prinsengracht, gevonden door een bouwvakker.
Op de plaats delict blijkt dat de elektriciteit het niet doet. De Cock laat de bouwvakker zijn aggregaat inschakelen. Ze vinden tot hun verbazing Petrus van Wijngaarden met enkele kogels in zijn lijf. Om zijn nek heeft hij een plaatje met de tekst: “Canis Major”. Lijkschouwer Den Koninghe schat dat de man al enige dagen dood is. Politiefotograaf Bram van Wielingen denkt dat de moordenaar het plaatje bewust heeft achtergelaten. Canis Major, grote hond, om het slachtoffer nader te duiden. De twee rechercheurs verzamelen twee 9mm-kogels op de plaats delict. Een derde zit vermoedelijk nog in het lichaam. In de broekzak van het slachtoffer treft De Cock een Sauer 7.65 pistool aan. Het wapen waarmee hij zijn politiecarrière ooit is begonnen. Buiten zoeken en vinden ze de vermiste rode Peugeot 407 op een parkeerterrein. Op verzoek van Dick Vledder maakt De Cock met het apparaat van Handige Henkie deze auto open. In de kofferbak vindt De Cock tot zijn ontzetting zes dode beagle-puppy's. Ze besluiten de auto door het Hoofdbureau te laten weghalen. Dick Vledder weet nog te melden dat de bouwvakker zijn opdrachtgever nog nooit heeft gezien. Alles ging per telefoon. De rekeningen gingen naar Petrus van Wijngaarden.
Terug op het bureau zit Alexander van Waalwijk weer te wachten. Na een kort gesprek confronteert De Cock hem met een pistool in een plastic zak. Ze hebben de eigenaar van deze Sauer vermoord gevonden. Alexander onthult nu dat Petrus het geld beheerde van de Stichting Leefgenoten, met als doel dieren gelijkwaardig aan mensen te behandelen. Alexander vertelt ook de geschiedenis van Elizabeth, de weduwe. Ze kwam bij het bedrijf werken waar Alexander boekhouder was. Betsy van Blijenberg kwam en voordat Alexander zelf avances kon maken, was ze al ingepakt door zijn vriend Petrus. Laatstgenoemde had geld en deed spannende dingen in de dierenbescherming. Het aanvallen van nertsfokkerijen. De Cock verzoekt Alexander nu Elizabeth in zijn plaats nader te verhoren. De Cock legt later Vledder uit dat Elizabeth waarschijnlijk aan acties heeft meegedaan, die ze buiten de proces-verbalen van de politie wil houden.
De Cock besluit nu de bouwvakker op te halen. Hij wil wel eens met eigen ogen zien wat er dan wel verbouwd is aan het pand zonder elektriciteit. Maar Jan de Timmerman laat lachend het misverstand zien. In de tuin stond een oud tuinhuis, en dat is vervangen door schitterende nieuwbouw. Een verborgen paleisje. Gas, water en elektra komen van de buren en De Cock ruikt er een duidelijke parfumlucht. De volgende morgen meldt zich Herman van Breukelen. De Cock gaat met hem in debat over het geweld tegen de nertsfokkers. Herman is voorzitter van de Stichting die nu beter bekendstaat als Leefgenoten, een naam uit de koker van Petrus. Er zijn nog twee andere bestuursleden, Frederik van Beveren en Thomas van Uitdam. Aanvankelijk was er wel enige onenigheid binnen het bestuur over de te volgen strategie, maar inmiddels zit het bestuur weer op één lijn. De club houdt wel illegale schietoefeningen in de duinen bij Schoorl. Petrus en Elizabeth beheersten beiden het schieten vanuit de heup.
De twee rechercheurs zoeken Alexander van Waalwijk nu thuis op. Elizabeth, voor hem Betsy, overweegt onder te duiken. Ze is herhaaldelijk bedreigd door nertsfokkers. Hij geeft toe dat Betsy een vuurwapen heeft, een Sauer-pistool 7.65. Alle leden van de Stichting Leefgenoten die aan illegale acties meededen hadden zo’n wapen. Dick Vledder voelt er veel voor om maar eens met arresteren te beginnen. Voorzitter Herman van Breukelen kunnen ze moeiteloos oppakken wegens illegaal wapenbezit. De Cock heeft iets anders in de zin. Hij laat Dick richting Bussum rijden. Op deze tijd van de avond is de voorzitter wellicht niet thuis en dan bewijst het apparaat van Handige Henkie vaak goede diensten. Vlak over de grens in Huizen ligt de Drossaardlaan. Dick Vledder vindt het illegaal binnendringen van woningen ongepast, maar De Cock heeft zijn eigen kijk. Als er wapens liggen in de villa, weet hij de kliklijn Meld Misdaad Anoniem wel te vinden. Een zwarte auto met een vent met een zwarte hoed op slaat linksaf vanuit de Drossaardlaan en rijdt de politiekever bijna aan gruzelementen. Dick Vledder kan maar net op tijd remmen en De Cock botst tegen de voorruit. Nadat de politiewagen naast een groene Cadillac is geparkeerd, sloffen de twee rechercheurs de lange oprijlaan op. De voordeur van de villa staat open. Binnen treffen ze een neergeschoten Herman van Breukelen aan. De Cock vindt in een bureaulade een geladen Sauer, die het slachtoffer niet heeft gebruikt. Hij werd dus totaal verrast. Vlak erna komt mevrouw van Breukelen terug van haar wekelijkse bridgeavond. Eerder die avond had ene Thomas van Uitdam gebeld dat hij langs zou komen.
De volgende ochtend vraagt De Cock hoe de verslaggeving voor de collega’s van Gooi en Vechtstreek verloopt. Dick Vledder vindt het maar niets dat hun collega’s deze moord behandelen, het past immers in hun onderzoek naar de moord op Petrus van Wijngaarden. De Cock is het met hem eens en pleit nogmaals voor een Nationale Politie. Ook denkt hij dat de echte Thomas van Uitdam niet eerst belt voordat hij een moord pleegt. Het telefoongesprek was waarschijnlijk vals. Tijdens hun discussie meldt zich bestuurslid Frederik van Beveren bij de rechercheurs. Hij noemt Petrus en zijn vrouw Elizabeth als drijvende kracht achter de gewelddadige acties en hij bevestigt de schietoefeningen in de duinen. Maar hij heeft ook een onthulling. De stichting handelt sinds kort in proefdieren, beagles, voor de vivisectie. Financieel zeer lucratief maar essentieel strijdig met de doelstellingen. Toen de fokkers erachter kwamen dat hun hondjes door de dierenbeschermers werden doorverkocht, werd de sfeer grimmig. Doodsbedreigingen aan de vier bestuursleden en drievoudige inkoopprijzen. Uit het sectierapport van dokter Rusteloos blijkt dat de moordenaar op zijn knieën moet hebben gezeten toen hij schoot. Dick Vledder moet de collega’s uit het Gooi maar een voorzichtige hint geven in deze. Tijdens de sectie is De Cock in een groene Cadillac naar Schoorl gereden. En op de plaats van de schietoefeningen vond hij twee 9mm kogels tussen de vele 7.65mm kogels van de Sauers. De Cock moet vervolgens onmiddellijk bij commissaris Buitendam komen. Ten eerste verbiedt de Officier van Justitie mr. Van Everdingen negatieve uitlatingen van de Amsterdamse politierechercheurs richting de pers. Ten tweede hebben de collega’s uit het Gooi de tweede moord al opgelost. Bestuurslid Thomas van Uitdam staat op de telex. De Cock begrijpt dit niet. Dit bericht op de telex is pas echt negatief voor de Stichting. Deze officier moet maar eens op cursus bij een simpele rechercheur. De Cock wordt de kamer uitgestuurd.
Terug op de recherchekamer pleit De Cock nogmaals voor een Nationale Politie. Bovendien is er te veel afgunst jegens Amsterdam. Ook nu weer leggen de collega’s van Gooi en Vechtstreek te veel haast aan de dag. De Cock besluit troost te zoeken bij Smalle Lowietje. De Cock klaagt tegenover Lowie over een organisatie van Dierenbescherming die in hondjes handelt voor de vivisectie. De caféhouder vindt het bezopen. Lowie kent Van Wijngaarden van die club middels een heel mooie Wallenmeid, Blonde Femmy. Laatstgenoemde roemt het kasteeltje in de tuin van een grachtenpand. Nadat Lowie Van Wijngaarden heeft beschreven meldt De Cock dat hij er 3 kogels bij heeft en is overleden. Lowie vindt het een financiële slag voor Femmy. De Cock neemt Dick Vledder mee naar het peeskamertje van Blonde Femmy, maar die doet geen twee heren tegelijk. Hierop legitimeren de rechercheurs zich en praten ze elkaar bij over Petrus van Wijngaarden. Ze kent hem als een succesvol hondenhandelaar. Ze noemt hem trouwens Pierre en zegt dat hij werd bedreigd door Frederik van Beveren. Terug op het politiebureau is er een lijst van hondenfokkers. En Thomas van Uitdam zit te wachten. Maar die man had wachtcommandant Jan Rozenbrand onmiddellijk moeten arresteren, want hij staat op de telex. De Cock gaat eerst een praatje maken. Hij is met vrouw en twee dochters net terug van vakantie uit Spanje. Het wordt een vruchtbaar gesprek dat eindigt in de arrestatie van Thomas. Hij gaat van Amsterdam Warmoesstraat op transport naar de collega’s van Gooi en Vechtstreek.
Dick Vledder steunt na dit incident volledig de vorming van een Landelijke Politie. Maar er wacht meteen al nieuw werk. Alexander van Waalwijk en Elizabeth van Wijngaarden melden zich. De Cock dringt niet door het pantser van Elizabeth heen. Na het verhoor komt een oudgediende de recherchekamer binnen. Hans Rijpkema, voorheen rechercheur aan de Warmoesstraat. Via vele baantjes op het hoofdbureau doet hij nu de ballistiek als wapendeskundige. Hij heeft goed nieuws voor zijn collega’s, de 9mm-kogels uit de duinen van Schoorl zijn afgevuurd met het moordwapen van Petrus van Wijngaarden. Hans Rijpkema wil ook nog twee boodschappen voor De Cock doen. De kogels van Herman van Breukelen vergelijken met het Amsterdamse moordwapen. En een onderzoek doen naar het verschil tussen inschot en uitschot. Vledder meldt via de wachtcommandant een neergeschoten man op het Zoutkeetsplein. Hans weet weer waarom hij de hectiek van de Warmoesstraat heeft verlaten en wenst zijn collega’s succes.
Op de plaats delict geeft een bekende van De Cock uitleg over de aanslag. Een groene auto en een man met een zwarte hoed schoot 3 keer op het slachtoffer. De twee rechercheurs vinden Frederik van Beveren met een ponsplaatje Canis Major om zijn nek. Terug op het politiebureau heeft De Cock moeie voeten. Maar Vledder heeft wat bruikbaar nieuws. De groene auto is herkend als een Cadillac. En Hans Rijpkema heeft van de 9mm-kogel vastgesteld dat die ook uit het Schoorlse moordwapen afkomstig was. En bij Herman van Breukelen waren inschot en uitschot vrijwel gelijk, dus is de kogel vrijwel horizontaal door het lichaam gegaan. Vervolgens meldt Herman van Uitdam zich bij de twee rechercheurs. De collega’s van Gooi en Vechtstreek hebben hem na een alibi controle en een geprogrammeerd telefoongesprek met mevrouw Van Breukelen laten gaan. Bij het nieuws van de moord op zijn goede vriend Frederik krijgt hij tranen in de ogen. Hij is tot elke hulp bereid om de moordenaar te ontmaskeren.
Het is dinsdagavond een week later en mevrouw Van Breukelen gaat naar haar bridgeavond. De Cock heeft de villa te Huizen omgebouwd tot een valstrik. Er worden video-opnames gemaakt van de gebeurtenissen die komen. De technische dienst heeft een goed gelijkende pop van de nieuwe voorzitter Thomas van Uitdam gemaakt. Dick Vledder is erg opgewonden. Buiten zijn Appie Keizer en Fred Prins en een cameraman komt alles filmen. Dit voor de collega’s van Gooi en Vechtstreek. Als Dick Vledder de moordaanslag op de pop ziet kan hij zich niet langer beheersen en holt naar de moordenaar toe. Na een gevaarlijke worsteling met een revolver in het spel overmeestert de rechercheur een man met een grote zwarte hoed. Een paar tellen later ziet hij iets dat collega De Cock al wist. Het is Elizabeth van Wijngaarden. Volgens De Cock een goede schutter met het specialisme van het schieten uit de heup.
De Cock legt het zoals gewoonlijk thuis bij hem uit. Hij heeft de video van de mislukte moordaanslag van Elizabeth van Wijngaarden in haar aanwezigheid afgedraaid in het bijzijn van een oudere collega van Gooi en Vechtstreek. Daarna bekende ze alle drie de moorden. De Cock kwam haar pas goed op het spoor door de sectie op het eerste lijk. Een geknielde schutter werd voor De Cock een schot vanuit de heup. Zo was ook de horizontale kogelgang bij de tweede moord te verklaren. Elizabeth was teleurgesteld in Petrus. Ze ontdekte het liefdesnestje en zes dode hondjes in de kofferbak. De zes dode hondjes rekende ze ook de voorzitter aan en schoot hem dood op de bridgeavond van zijn vrouw. Ze liquideerde ook Frederik. Vervolgens schreef Thomas van Uitdam haar een chantage brief en ze ging naar de villa in Huizen om het laatste bestuurslid om te brengen.
Als de rechercheurs vertrokken zijn heeft mevrouw De Cock een groot aantal vragen. Wie maakte de ponsplaatjes met Canis Major? Die kwamen van Alexander van Waalwijk. Na de moord hing Alexander die Petrus om zijn nek. De volgende twee slachtoffers kregen het plaatje omgehangen van Elizabeth en de lokpop kreeg geen plaatje omdat Dick Vledder te snel tot arrestatie besloot. De Cock moet nog met justitie overleggen over de bijrol van Alexander van Waalwijk. Hij had de moorden kunnen voorkomen. Mevrouw De Cock begrijpt die knappe mevrouw niet echt goed. De Cock voelt zich miskend. Volgens hem zijn het de gevaren van de hondsdagen.